# Cosmopterix gracilis
Cosmopterix gracilis là một loài bướm đêm thuộc họ Cosmopterigidae. Loài này có ở Trung Quốc (Giang Tây), Nhật Bản, Hàn Quốc và Nga.
Chiều dài cánh trước khoảng 5.7 mm.